# هیگینوس

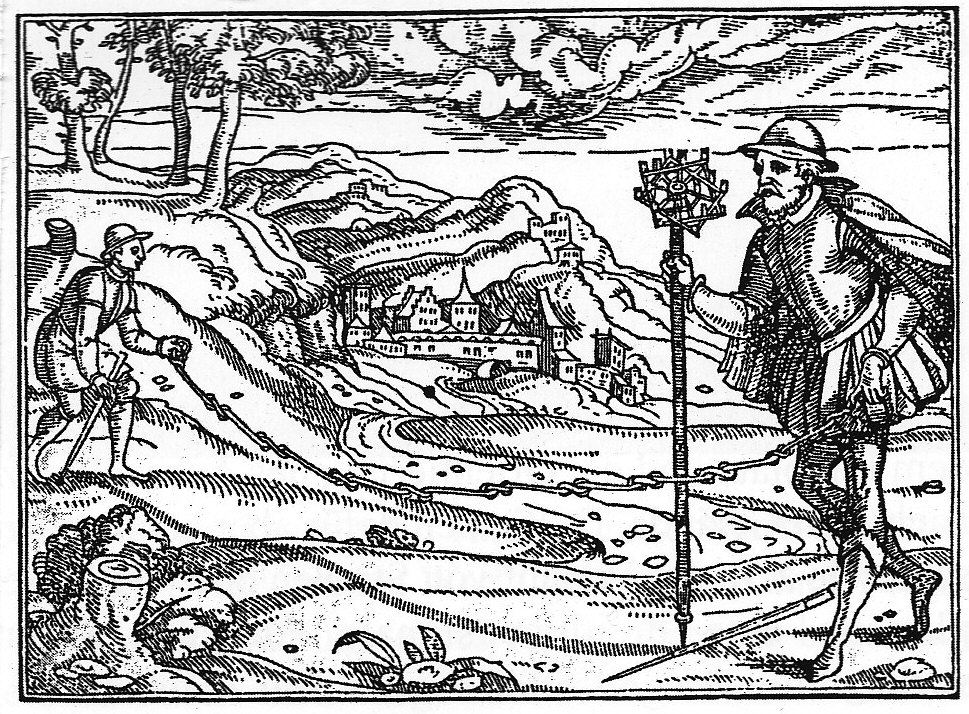
اندازه گیری تلاقی زنجیر و زاویه. به گفته کارولوس استفانوس و یوهانس لیبهالتوس، هفت کتاب در مورد کشاورزی، استراسبورگ 1579، اروین رایدینگر: برنامه ریزی شهر قرون وسطی با استفاده از لینز به عنوان مثال. سالنامه تاریخی شهر لینز 2001، صفحه 23

هیگینوس (به لاتین: Hyginus Gromaticus) مساح رومی بود که در زمان تراژان (امپراتوری‌اش از ۹۸ تا ۱۱۷) برآمد. او احتمالاً در اثنای دو جنگ داسیا، در حدود ۱۰۳ میلادی رساله‌ای در مساحی نوشت که در آن ضمن توصیف مطالب دیگر، سه روش مختلف را برای تعیین جهت شرقی-غربی شرح می‌دهد.